# Děhylov
Děhylov (en allemand : Eiglau) est une commune du district d'Opava, dans la région de Moravie-Silésie, en République tchèque. Sa population s'élevait à 762 habitants en 2021.

## Géographie
Děhylov se trouve à 9 km au nord-ouest d'Ostrava, à 21 km à l'est-sud-est d'Opava, et à 268 km à l’est de Prague.
La commune est limitée par Dobroslavice au nord-ouest et au nord, par Hlučín au nord-est et à l'est, par Ostrava au sud et au sud-ouest.

## Histoire
La première mention écrite de la localité date de 1434.

## Transports
Par la route, Děhylov se trouve à 4 km de Hlučín, à 25 km d'Opava, à 14 km d'Ostrava et à 352 km de Prague.